# Dolichopeza albescens
Dolichopeza albescens är en tvåvingeart som beskrevs av Alexander 1937. Dolichopeza albescens ingår i släktet Dolichopeza och familjen storharkrankar. Inga underarter finns listade i Catalogue of Life.